# 譚玉瑞
譚玉瑞（1448年—1504年），字雅祥，号雩村，湖廣茶陵州秩堂毗塘人。明朝政治人物。

## 生平
湖廣鄉試第六十名舉人。弘治六年（1493年）中式癸丑科會試第九十三名，三甲第一百四十六名進士。授征仕郎，任行人司司正。后奉旨出使宁藩，拒收馈赠。致仕歸鄉。

## 著作
著有《雩村存稿》、《义仓规》等。

## 家族
曾祖[[譚子文；祖父譚世烈；父譚錫，遇例冠帶。母劉氏。具庆下。